# Falkner Street

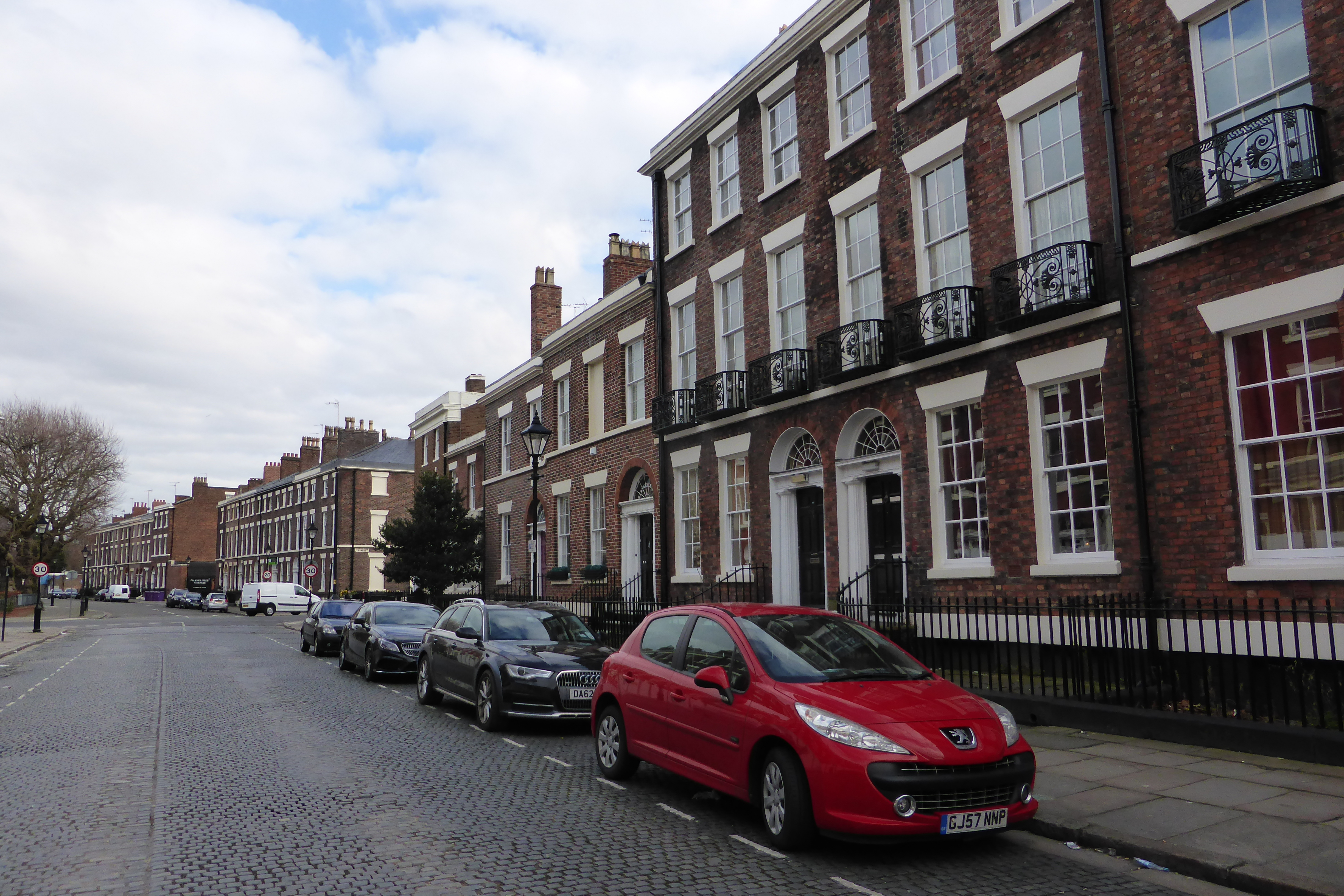
Falkner Street en 2015.

Falkner Street es una calle mayoritariamente en Canning, con un tramo corto en Edge Hill, Liverpool, Inglaterra. La calle, construida a principios y mediados del siglo XIX, lleva el nombre de Edward Falkner, quien anteriormente había encargado la construcción de Falkner Square. Construidas en una época en la que Liverpool tenía menos de 100 000 casas, las casas de Falkner Street se vendían por alrededor de £1.000 (equivalente a £ 96059 actualmente) y eran asequibles solo para el 1% más rico de la población.

## Topografía

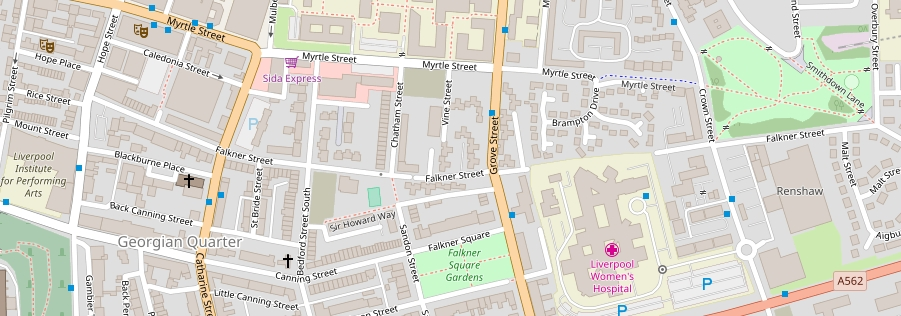
Mapa de Falkner Street.

Falkner Street va desde Hope Street en el oeste hasta Grove Street en el este, donde la interrumpe el Liverpool Women's Hospital. Sólo quedan cortos tramos entre ese punto y Crown Street, cuando se retoma su curso hasta llegar al cruce de Smithdown Lane y Overbury Street. A lo largo de este último tramo forma el límite sur de Crown Street Park, el sitio de la primera estación de tren de Liverpool.

## Reurbanización
El área alrededor de Falkner Street fue remodelada significativamente durante las décadas de 1960 y 1970. El Liverpool Echo informó en 1960 que algunos de los peores bloques de viviendas de la zona se encontraban alrededor de Falkner Street. En 1969 se anunció una nueva remodelación de la zona con el objetivo de construir nuevos alojamientos para «incorporar en el plan muchos de los edificios existentes» en un intento de hacer que las nuevas construcciones «se mezclen» con las propiedades existentes. El plan, diseñado por arquitectos de Kingham Knight Associates, tenía como objetivo proporcionar 1640 viviendas en el área alrededor de Falkner Street, incluidas 400 proporcionadas en la propia fase de Falkner Street. Después de años de demolición y reconstrucción, a mediados de la década de 1970 el énfasis «se desplazó violentamente de la limpieza a la mejora», y muchas casas en Falkner Street fueron catalogadas como de «interés arquitectónico» y renovadas en lugar de ser demolidas.
Además de viviendas nuevas, los planes de reurbanización también incluían instalaciones recreativas y, en 1976, se creó un nuevo parque público en el antiguo patio de ferrocarril de Crown Street en un terreno de Falkner Street. Sin embargo, un parque infantil que se había instalado en Falkner Street con £ 8000 de fondos de ayuda urbana estaba en estado de vandalismo y en desuso en la década de 1980, y luego se utilizaba como vertedero de basura.

## Notabilidad

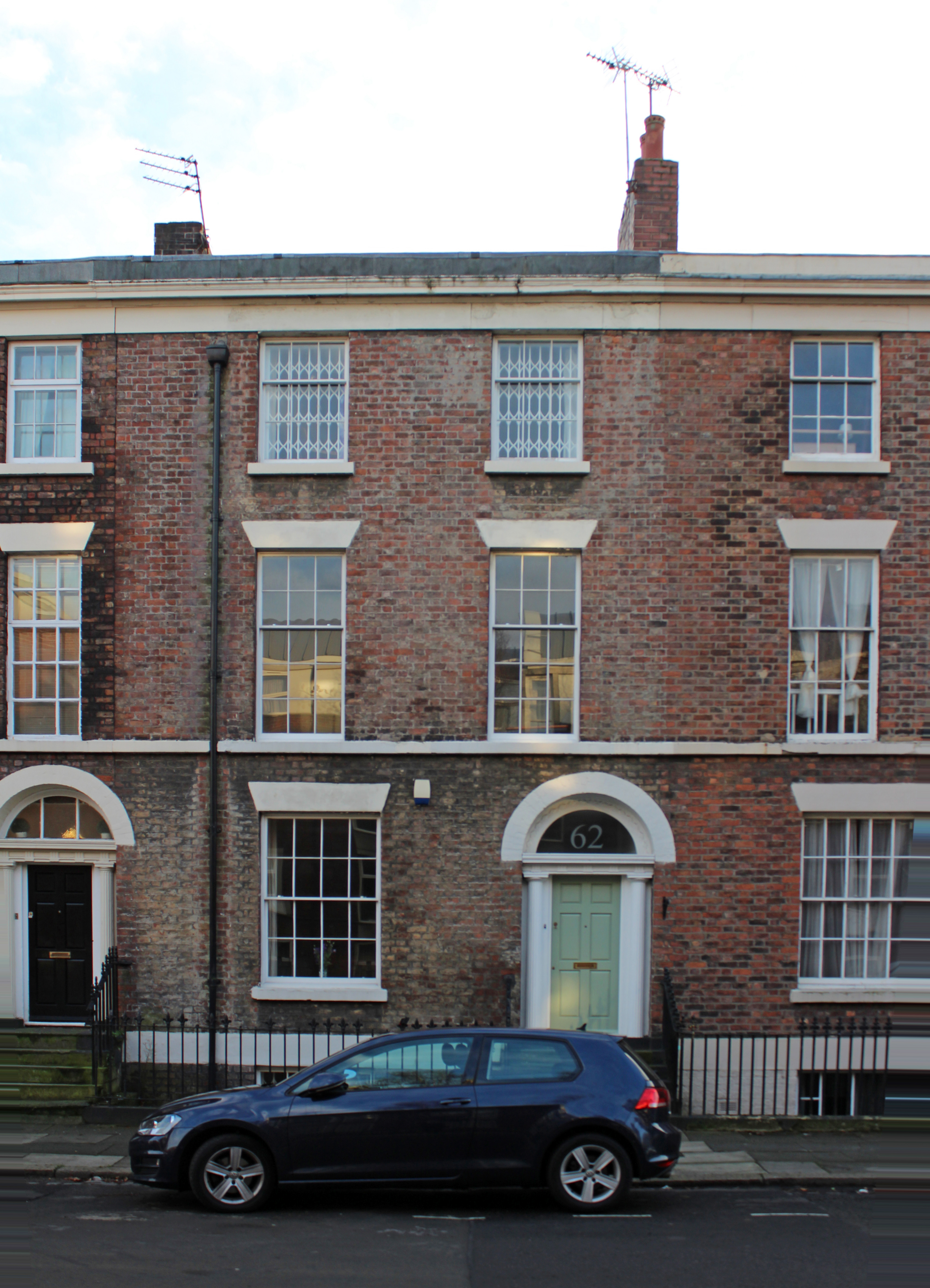
62 Falkner Street, 2018.

Entre los residentes notables se encuentra Brian Epstein, mánager del grupo pop The Beatles, propietario del apartamento de la planta baja en el número 36 y dejó que John Lennon y su entonces esposa Cynthia Lennon lo usaran durante los primeros meses de su matrimonio y durante su embarazo en 1962 y 1963.
62 Falkner Street es una casa catalogada de Grado II, que fue el tema de un documental de cuatro partes de 2018 en BBC Television, A House Through Time. Forma un par de casas sin 60, que fueron construidas en la década de 1820 según la Historic England, o en 1840 según una investigación de la BBC.